# Валиев, Мансур Масгутович
Ва́лиев, Мансу́р Масгу́тович (род. 6 декабря 1950 года в Нукусе Узбекской ССР) — советский и российский военный деятель. В 2003—2005 годах — первый заместитель руководителя Пограничной службы ФСБ России.

## Семья и образование
Родился в семье офицера-фронтовика. По национальности — татарин. После окончания десятилетки поступил в Московское высшее командное пограничное училище КГБ при Совете министров СССР. По его окончании в 1972 году был направлен в Среднеазиатский пограничный округ.

## Карьера
В 1972 году назначен заместителем начальника заставы имени Давида Ярошевского Керкинского пограничного отряда. Неоднократно в период с 1972 по 1977 год застава задерживала нарушителей границы. В 1977 году (к этому времени он был начальником заставы) его застава была признана лучшей, и Валиев получил право пройти испытания для поступления в Военную академию имени М. В. Фрунзе.
После окончания академии направлен в Среднюю Азию, в Термезский пограничный отряд на должность коменданта участка Айвадж. На участке Валиева действовали два контрольно-пропускных пункта — Хайратон и Айвадж, осуществлявшие пропуск через границу. В зоне ответственности капитана Валиева не было допущено ни одного нападения на армейские колонны. За выполнение этих задач комендант участка Валиев был награждён орденом «Знак Почёта».
В 1981 году назначен первым заместителем начальника штаба отряда и командирован руководить учебным пунктом, где проходили подготовку военнослужащие, направляемые для выполнения боевых заданий в Демократическую Республику Афганистане.
В 1984 году назначен начальником 1-й полевой оперативной группы в Афганистане, дислоцировавшейся в городе Мазари-Шарифе.
В 1985 назначен начальником штаба Серахского пограничного отряда.
К моменту вывода войск из Афганистана Валиев был начальником Краснознамённого Московского пограничного отряда (1987) и ему досрочно было присвоено воинское звание полковник (1989).
В 1991 году полковник Валиев назначен начальником штаба Забайкальского пограничного округа, в этой должности прослужил до 1994 года.
В 1995 году генерал-майор Валиев возвращается в Среднюю Азию, в Ашхабад, в качестве начальника оперативной группы ФПС России в Туркмении. Совместными усилиями российских и туркменских пограничников удалось поставить заслон каналам наркотрафика из Афганистана, наладить надёжную систему охраны границы.
В 1998 году генерал-лейтенант Валиев переезжает в Читу в связи назначением командующим Забайкальским пограничным округом. За заслуги в пограничной сфере награждается именным оружием и удостаивается почётного звания «заслуженный пограничник Российской Федерации».
В 2002 году назначен начальником Дальневосточного регионального пограничного управления, которое в кратчайшие сроки выведено из положения стабильно слабого в передовые.
В 2003 году полным ходом шёл процесс интеграции Федеральной пограничной службы в систему органов безопасности, генерал-полковник Валиеву был назначен первым заместителем руководителя Пограничной службы ФСБ России. Три года в этой должности Валиев провел в бесконечных командировках на границу. Здоровье генерала было подорвано. Осенью 2005 года после прилёта из очередной командировки он оказался в госпитале, после которого продолжение служебной деятельности было невозможно.
С 2005 в отставке.

## Награды и звания
- Орден «Знак Почёта» (1981)
- Орден Красной Звезды (1984)
- Орден Красного Знамени (1989)
- Медаль «За отличие в охране государственной границы СССР» (1973)
- Медаль «За безупречную службу» I степени
- Медаль «За безупречную службу» II степени
- Медаль «За безупречную службу» III степени
- Именное оружие
- Заслуженный пограничник Российской Федерации (2000)